# Derbykanal

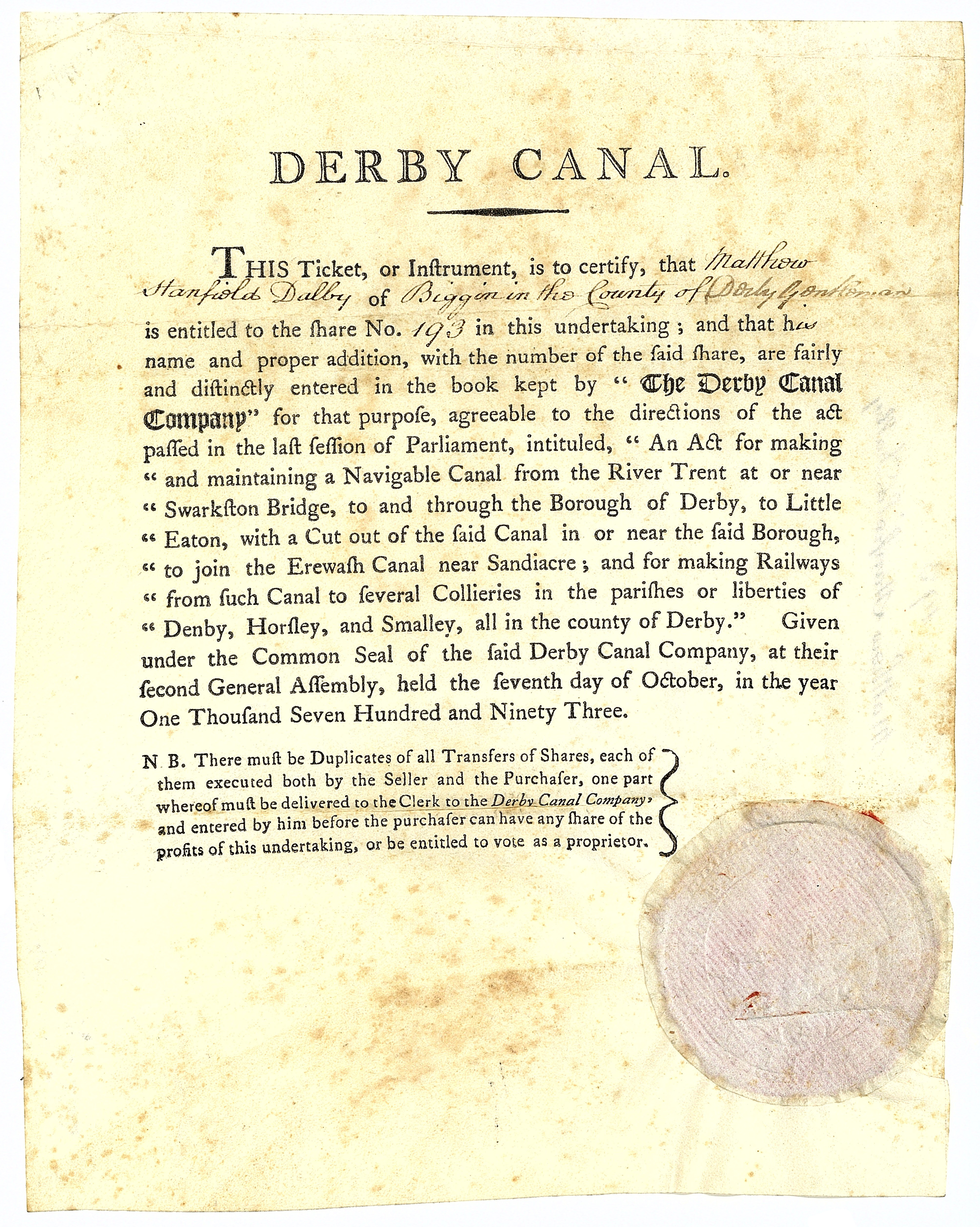
Gründeraktie der Derby Canal Company, ausgegeben am 7. Oktober 1793, gedruckt auf Pergament. Der Derby Canal Act von 1793 genehmigte eine Eisenbahnverbindung zwischen dem Derby Canal bei Little Eaton und den Zechen im Norden. Aus dem auf der Aktienurkunde abgedruckten vom Parlament verabschiedeten Gesetzentwurf geht klar hervor, dass der Zweck der Gesellschaft auch der Bau einer Eisenbahn war. Die Aktie des Derby Kanals dokumentiert hiermit den weltweit erstmalig mit Aktien finanzierten Eisenbahnbau bereits im 18. Jahrhundert. 1795 nahm die pferdebetriebene Derby Canal Railway ihren Betrieb auf.

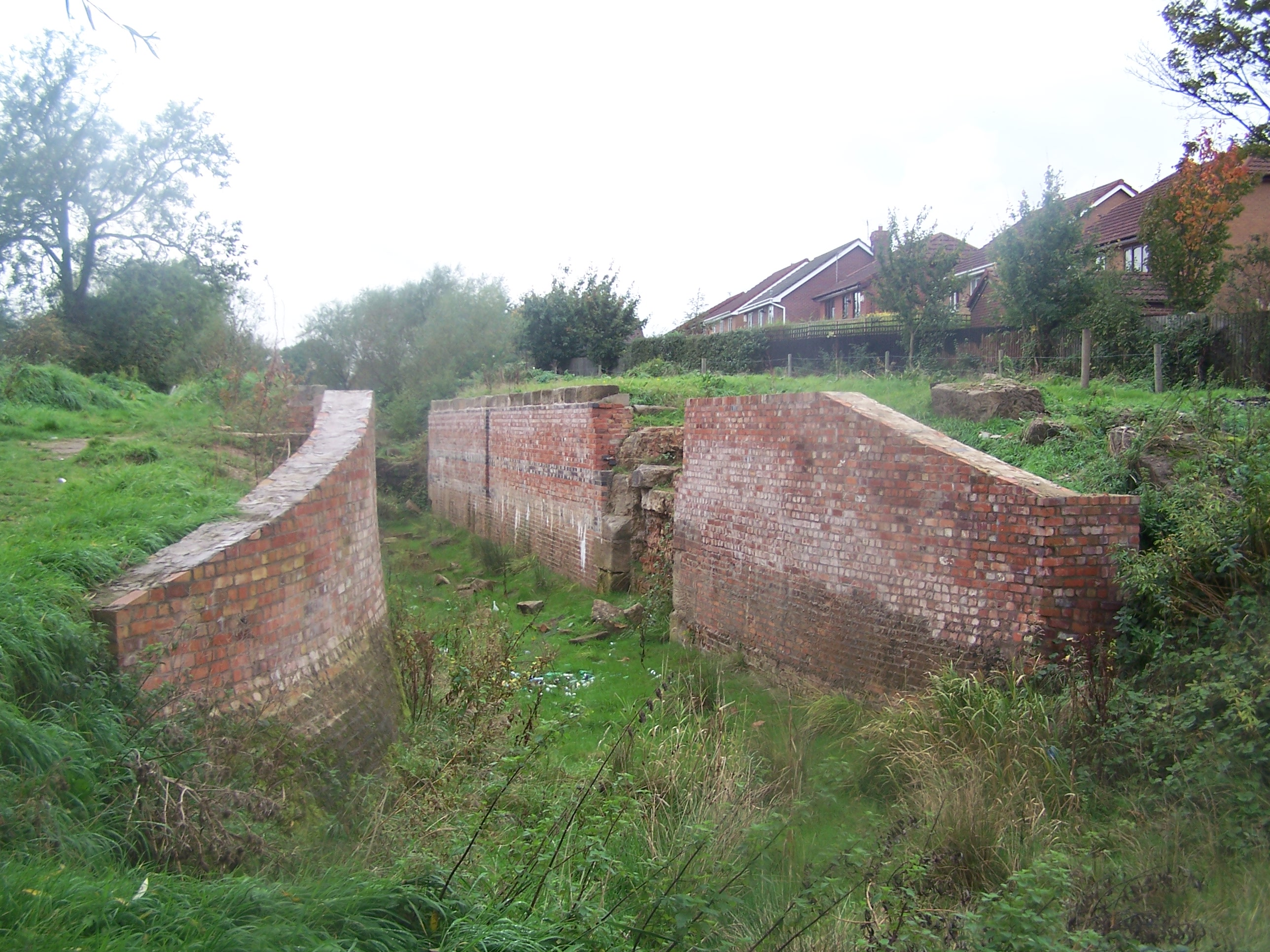
Alte Schleuse des Derbykanals

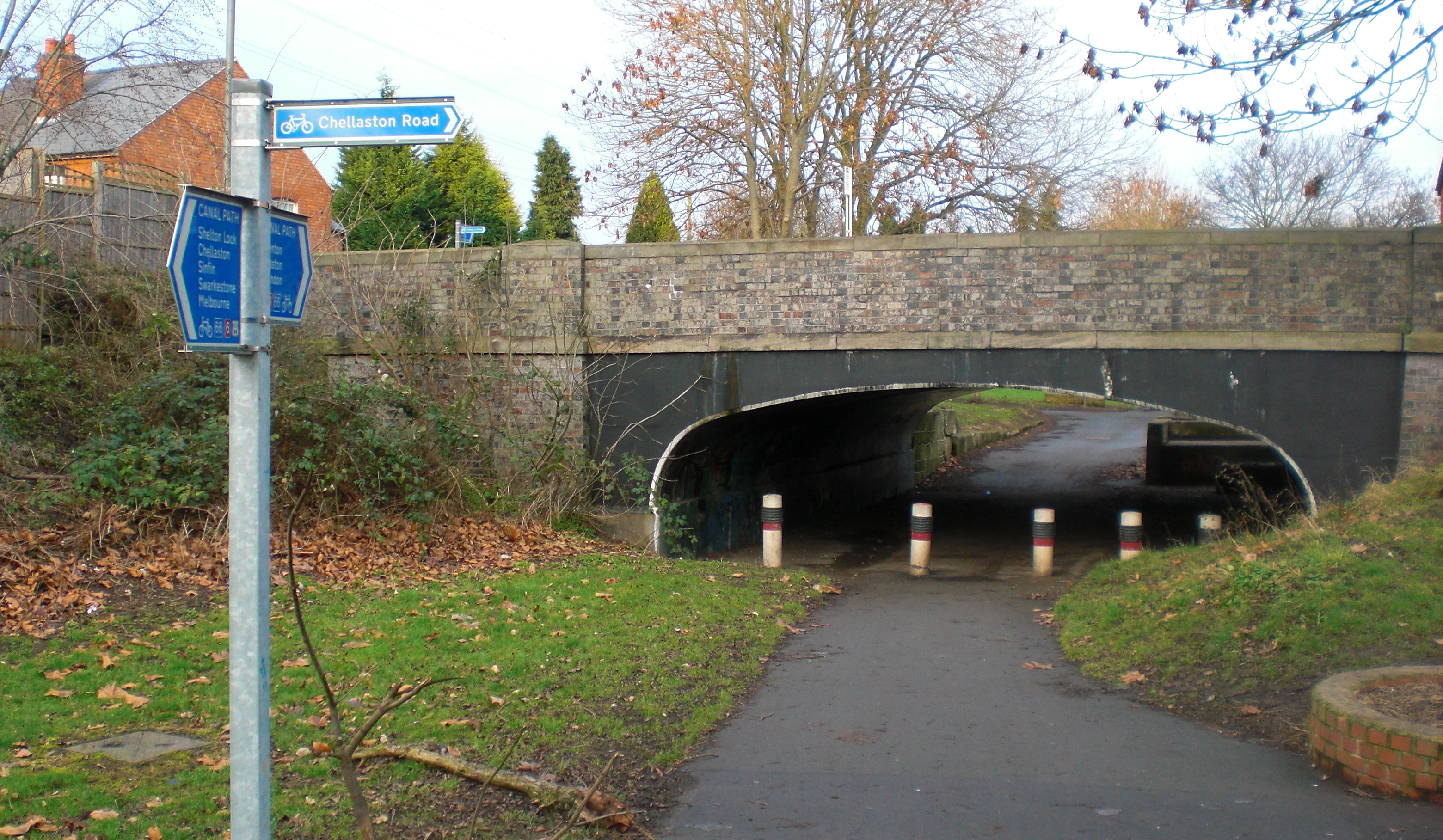
Trasse des Derbykanals als Fuß- und Radweg

Der Derby Canal war ein 14 Meilen (23 km) langer Kanal in der englischen Grafschaft Derbyshire. Er verband die Stadt Derby mit dem Fluss Trent und dem dort parallel dazu gebauten Trent-and-Mersey-Canal im Süden und dem Erewash Canal im Norden. Nördlich von Derby hatte er einen Zweigkanal nach Little Eaton, wo als Zubringer die gleichzeitig gebaute fünf Kilometer lange Pferdebahn Derby Canal Railway anschloss.    
Gebaut wurde der Kanal 1793 bis 1796. Sein anspruchsvollstes Bauwerk war der Aquädukt über einen vom Fluss Derwent abgeleiteten Mühlgraben südlich von Derby, die weltweit erste nicht aus Stein, sondern aus Gusseisen gebaute Kanalbrücke. 1802, 1812 und 1930 zeigten sich dort Schwachstellen, die jeweils mit dicken Holzbalken ausgebessert wurden. Der Derby Canal hatte neun Schleusen zwischen Erewash Canal und Trent-and-Mersey-Canal, Eine Treppe von drei Schleusen von diesem herab zum Trent, eine Treppe von vier Schleusen im Zweigkanal nach Little Eaton und eine Schleuse in der Anbindung des oberen Derwent. Das Höhenprofil hatte einen Scheitelbereich nördlich von Derby und einen zwischen Aquädukt und Südende.
1817 wurde die südliche Anbindung gekappt, nachdem die Betreibergesellschaft des Trent-and-Mersey-Canals, die vorher den Bau des Derbykanals zu verhindern gesucht hatte, durch überhöhte Mautgebühren ihre Nutzung herabgedrückt hatte. Mitte des 19. Jahrhunderts trieb die Konkurrenz der Eisenbahn mehrere Kanalgesellschaften der Region in den Konkurs; der Derbykanal konnte sich halten. 1908 wurde der Zweigkanal nach Little Eaton aufgeben, ebenso wie die Pferdebahn dort. Erst 1964 beendete die Kanalgesellschaft mit amtlicher Erlaubnis auch den Betrieb des restlichen Kanals. 
Mehrere Brücken und Reste einiger Schleusen sind noch erhalten. Der Aquädukt wurde 1971 abgerissen. 1994 wurde die Derby and Sandiacre Canal Society gegründet, die sich seitdem um die Restaurierung der Hinterlassenschaften bemüht. 
Koordinaten: 53° 1′ 11″ N, 1° 25′ 31″ W